# يان واتسون
يان واتسون (بالإنجليزية: Ian Watson) (و. 1943  م) هو كاتب، وكاتب سيناريو، وكاتب خيال علمي بريطاني، ولد في سانت ألبانز.

## التعليم
تعلم في كلية باليول بجامعة اوكسفورد.

## جوائز
حصل على جوائز منها:
- جائزة جون دبليو كامبل التذكارية لأفضل رواية خيال علمي.

## وصلات خارجية
- يان واتسون على موقع IMDb (الإنجليزية)
- يان واتسون على موقع قاعدة بيانات الفيلم (الإنجليزية)

- يان واتسون في قاعدة بيانات الأفلام على الإنترنت